# 重庆水务
重庆水务集团股份有限公司 （英語：Chongqing Water Group Co.,Ltd)，縮寫：CHONGQING WATER，（上交所：601158），簡稱重庆水务，是重庆市属国有控股公司。重庆水务是重庆是最大的供排水企业。

## 历史
前身为成立于2001年1月11日重庆市水务控股（集团）有限公司，在2007年6月30日整体变更为重庆水务集团股份有限公司。重庆市国资委管理的重庆市水务资产经营有限公司持有365,500万股，占股本总额的85%；香港新创建集团法国苏伊士环境集团收购的重庆苏渝实业发展有限公司持有64,500万股，占股本总额的15%。公司下辖16个主要公司，并持有重庆国际信托有限公司22.96%的股份。
2015年7月1日重慶水務資產和 新創建旗下合資企業重慶蘇渝簽訂協議，同意共同投資德潤環境。重慶水務資產及重慶蘇渝將分別持有德潤環境74.9%及25.1%股本權益。德潤環境目前持有從事轉廢為能項目的重慶三峰環境產業集團約67%股本權益。根據協議，重慶水務資產將向重慶 德潤環境集團注入旗下持有的重慶水務集團36.6%股份，重慶蘇渝則以其持有重慶水務集團的13.44%股份以及部分現金作為對德潤環境之出資，成立後的德潤環境將持有重慶水務集團（60115.SH）50.04%股份